# 다누타 스텐카
다누타 스텐카(폴란드어: Danuta Stenka, 1961년 10월 10일 ~ )는 폴란드의 배우이다. 2003 폴란드 영화상 여우주연상 수상자이다.

## 출연 작품
- 늑대의 아이들 - 야드비가 역